# Petru Carp

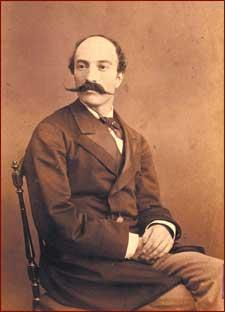
Petru Carp

Petru P. Carp (* 29. Juni 1837 in Jassy; † 19. Juni 1919 bei Țibănești) war ein rumänischer Bojar und Staatsmann.

## Leben
In Berlin erzogen, studierte Carp Staatswissenschaften an der Rheinischen Friedrich-Wilhelms-Universität Bonn. 1859 wurde er Mitglied des Corps Borussia Bonn. 
Er kehrte 1862 nach Rumänien zurück und betrieb den Sturz von Alexandru Ioan Cuza. Nach der Ankunft des Prinzen Karl ging er als Erster Sekretär der diplomatischen Agentie nach Paris. Als Abgeordneter gehörte er zu den Gegnern des Ministeriums Brătianu, war im kurzlebigen Kabinett Epureanu Minister des Äußern und später einige Jahre diplomatischer Agent in Wien.
Heimgekehrt, beteiligte er sich wieder lebhaft am parlamentarischen Leben und unterstützte besonders die Unterrichtsreform Majorescus, dessen Nachfolger er wurde. Als beim Kampf um die Unterrichtsreform Jung- und Altkonservative sich trennten und infolgedessen das Ministerium Catargiu fiel, erstrebte Carp eine Reorganisation der konservativen Partei. So entstand die Partei der Junimisten, die Carp führte.
Unter dem folgenden Ministerium Bratianu verteidigte Carp in Wien die Rechte Rumäniens in der Donaufrage und opponierte der liberalen Regierung in allen Fragen.
1888 wurde Carp Außenminister im Kabinett Rosetti. Im Ministerium Catargiu übernahm er im Dezember 1891 die Leitung des Landwirtschafts-, Industrie- und Handelsministeriums. Im Oktober 1895 nahm er mit den beiden anderen junimistischen Mitgliedern des Ministeriums seine Entlassung, was den Sturz des ganzen Kabinetts Catargiu zur Folge hatte.
Im Juli 1900 trat er als Ministerpräsident und Finanzminister an die Spitze der Regierung, musste aber schon am 26. Februar 1901 zurücktreten, weil seine Steuerpläne von der Kammer nicht gebilligt wurden. Vom 14. Januar 1911 bis 10. April 1912 war er erneut Ministerpräsident. Diesmal scheiterte er wegen unpopulärer Maßnahmen, z. B. der Verstaatlichung der Straßenbahnen.

## Ehrungen
Unvollständige Liste
- Ehrenmitglied des Corps Borussia Bonn[1]